# Zipser Gebirge
Das Zipser Gebirge (polnisch: Pogórze Spiskie) ist ein vorwiegend bewaldetes Gebirge in der Ostslowakei sowie im Südosten Polens. Der Gebirgszug Zipser Magura ist der südliche Teil des Gebirges. Teilweise werden die Begriffe auch ungenau synonym verwendet. Es ist nach der Region Zips benannt, in der es beiderseits der Grenze liegt.

## Lage
Das Gebirge liegt nördlich der Tatra, südlich der Pieninen und westlich des Pogórze Bukowińskie im Gebirgszug des Pogórze Spisko-Gubałowskie. Es hat den Charakter eines Mittelgebirges. Die höchste Erhebung stellt mit 1259 m. ü.N.N. der Repisko dar.

### Berge
Zu den Gipfeln der Pogórze Spiskie gehören:
| Name des Gipfels   | Deutsche Bezeichnung | Höhe (m ü. N.N.) | Anmerkung |
| ------------------ | -------------------- | ---------------- | --------- |
| Górków Wierch      |                      | 1046             |           |
| Kuraszowski Wierch |                      | 1038             |           |
| Dudasowski Wierch  |                      | 1038             |           |
| Holowiec           |                      | 1035             |           |
| Pawlików Wierch    |                      | 1016             |           |
| Bryjów Wierch      |                      | 1000             |           |
| Malorówka          |                      | 957              |           |
| Petrelówka         |                      | 941              |           |
| Czarna Góra        | Schwarzberg          | 902              |           |
| Grandeus           |                      | 802              |           |
| Jędras             |                      | 709              |           |

## Tourismus
Das relativ abgeschieden gelegene Pogórze Spiskie ist im Gegensatz zu den anderen Gebirgszügen des Pogórze Spisko-Gubałowskie recht dünn besiedelt. Innerhalb der Polnischen Zips ist die Besiedlungsdichte ziemlich groß. Das Gebiet ist auch im Westen entlang der Białka touristisch sehr gut erschlossen. Es gibt drei große Skigebiete an den Westhängen in Czarna Góra und Jurgów:
- Skigebiet Grapa-Litwinka
- Skigebiet Koziniec
- Skigebiet Jurgów